# Your Song
Your Song è un brano composto ed interpretato da Elton John. Il testo è stato scritto da Bernie Taupin.

## Composizione e ispirazione

### Struttura del brano
È contenuto nel suo secondo album, Elton John, del 1970 (prodotto da Gus Dudgeon e inciso praticamente dal vivo con l'orchestra, utilizzando svariati session men).
Musicalmente parlando, si presenta come una classica ballata sinfonica. La sezione ritmica è ben in evidenza, così come la chitarra; il pianoforte di Elton apre e chiude il pezzo (nel modo di suonare, il pianista di Pinner si è ispirato allo stile di Leon Russell). Assolutamente degno di nota l'imponente arrangiamento orchestrale, opera di Paul Buckmaster, che conferisce al brano una curiosa atmosfera classico-barocca (tipica peraltro di tutto l'album di provenienza). Molto orchestrata è anche la parte finale ("I hope you don't mind/I hope you don't mind/That I put down in the words/How wonderful life is while you're in the world", letteralmente "Spero non ti dispiaccia/spero non ti dispiaccia/che io abbia scritto/quanto la vita sia meravigliosa da quando sei nel mondo").
Elton ha composto la melodia in soli dieci minuti,  nell'ottobre 1969; la rockstar ha inoltre dichiarato di amare questo brano e di considerarlo come la sua migliore canzone d'amore (tra l'altro, essa gli ispirò la composizione del brano We All Fall In Love Sometimes, proveniente dall'album del 1975 Captain Fantastic and the Brown Dirt Cowboy).

### Significato del testo
Il testo di Bernie (letteralmente La tua Canzone) parla dei sentimenti che un ragazzo prova nei confronti di una ragazza. Ecco cosa disse Elton a tal proposito: «Il segreto di Bernie è di essere un tipo molto sentimentale e di scrivere molto raramente. I suoi testi sono tutte cose personali e di questo me ne posso rendere conto perché lo conosco di dentro e di fuori. Per esempio quando si presentò con il testo di Your Song conoscevo la ragazza e giacché sembravano innamorati ne curai la musica in modo particolare, dolce come per non risvegliarli dal torpore amoroso nel quale erano immersi». Taupin scrisse il testo di questa canzone subito dopo aver fatto colazione, in una mattina di ottobre 1969.

## Il grande successo
Your Song rimane quasi certamente la canzone più famosa in assoluto di Elton John; si tratta di un suo marchio di fabbrica, uno standard della musica contemporanea e il brano eltoniano che conta il maggior numero di cover da parte di altri artisti nel corso degli anni (famosa rimane quella di Rod Stewart, contenuta nell'album tributo Two Rooms: Celebrating the Songs of Elton John & Bernie Taupin); Your Song è stata inoltre eseguita live un'infinità di volte. Numerosi critici hanno lodato il brano; per AllMusic, esso è "vicino alla perfezione". Dopo averlo ascoltato, John Lennon dirà di aver udito per la prima volta qualcosa di veramente nuovo a partire dallo scioglimento dei Beatles; inoltre, la rivista Rolling Stone lo ha definito "una dolce ballata alla McCartney" e nel 2004 lo ha inserito al 136º posto nella sua lista delle 500 migliori canzoni di tutti i tempi.
La canzone è stata pubblicata negli Stati Uniti nell'ottobre del 1970 come lato B di Take Me to the Pilot. Entrambi i brani ebbero l'approvazione e la messa in onda in alcune note emittenti radiofoniche e il disco entrò nella Top 10 dei primi dieci dischi più suonati ed apprezzati nelle radio (#8), mentre nel Regno Unito la canzone arrivò a posizionarsi alla #7. Questo contribuì, insieme alla straordinario successo del primo tour americano, a lanciare Elton John come futura superstar degli anni Settanta.
Nel 1987, Elton ha pubblicato la versione live di Your Song come singolo (ma non negli USA): essa era tratta dal monumentale Live in Australia with the Melbourne Symphony Orchestra. Nel 2002, inoltre, egli ne realizza una nuova versione in duetto col tenore Alessandro Safina, che raggiunge la #4 nella single chart inglese. Da segnalare anche un duetto con Patti Labelle.

## Classifiche
| Classifica (1971)      | Posizione più alta |
| ---------------------- | ------------------ |
| U.S. Billboard Hot 100 | 8                  |
| UK Singles Chart       | 7                  |

| Classifica (2002) | Posizione più alta |
| ----------------- | ------------------ |
| UK Singles Chart  | 4                  |

| Classifica (2007) | Posizione più alta |
| ----------------- | ------------------ |
| US Hot Ringtones  | 1                  |

## I singoli
- 7" 1970 (USA)

1. Take Me to the Pilot – 3:43
2. Your Song – 3:57

- 7" 1971 (UK)

1. Your Song
2. Into the Old Man's Shoes

- 7" 1978 (UK)

1. Your Song
2. Border Song

- 7" 1985 (UK)

1. Cry to Heaven
2. Candy By the Pound
3. Whole Lotta Shakin' Going On/I Saw Her Standing There/Twist and Shout (live)
4. Your Song (live)

- 7" 1987 (UK)

1. Your Song (live)
2. Don't Let the Sun Go Down on Me (live)

- 7" 1992 (USA)

1. Your Song
2. Border Song

- CD 1999 (USA)

1. Recover Your Soul (live) – 4:40
2. Your Song (live) – 4:08

- 12" 2000 (USA)

1. We Belond (Pat Benatar remix) – 10:39
2. Your Song (Junior's Vasquez Mix) – 10:00

- CD 2002 (USA)

1. Your Song – 4:19
2. Your Song (instrumental)
3. Your Song (video)

- 12" 2002 (USA)

1. Your Song (Junior's Earth Anthem) – 10:31
2. Your Song (Almighty Mix) – 7:21
3. Your Song (Pretty In Pink Mix) – 6:29

## Cover
Innumerevoli artisti hanno eseguito una cover di Your Song; tra i più celebri occorre citare:
- Lady Gaga
- Patti LaBelle (con Elton John)
- Ewan McGregor (nel film Moulin Rouge!)
- Daniela Pedali, incisa nel 2001 per il suo album Libera
- Tina Arena l'ha registrata nel 2008 per il suo album Songs of Love & Loss 2
- Mia Martini (cantata in italiano con il titolo Picnic, presente nell'album del 1973 Il giorno dopo)
- Pavarotti and Friends (live, 1996)
- Billy Joel (duetto con Elton il 20 ottobre 2001)
- Al Jarreau
- Rod Stewart
- Josh Groban
- John Barrowman (live 2007 con Myleene Klass al pianoforte e nel suo album del 2007 Another Side)
- Gary Barlow (live)
- Ronan Keating (sia insieme a Boyzone che solo con Elton John)
- Mike Skinner (The Streets) l'ha registrata nel 2007
- The Beach Boys (in un concerto del 27 giugno 1971)
- Cilla Black
- Ben Folds
- One Direction (live nel programma televisivo The X Factor UK)
- John Frusciante (live)
- Jyongri
- Keane
- Noriyuki Makihara
- Roy Orbison
- Billy Paul
- The Streets
- Three Dog Night
- Rick Wakeman (solo al pianoforte)
- Andy Williams
- Ellie Goulding
- Bermuda Acoustic Trio (in un concerto del 1998 che è stato poi inciso sul loro album "Live At Johnny Fox & Echo' Music Pub")
- One Direction (live)
- Blake Jenner (Nel diciottesimo episodio della quarta stagione della serie televisiva Glee)
- Joseph Williams (Two of Us)
- Carly Rose Sonenclar (X Factor USA)
- Janet Devlin
- Noa e Zucchero (live durante il popolare programma televisivo francese "Taratata")
- Michele Bravi (Celebration, Italia, 2017)
- Chiara Canzian accompagnata al basso da suo padre Red Canzian durante i concerti di quest'ultimo.
- Matteo Romano e Malika Ayane (live durante Il settantaduesimo Festival di Sanremo 2022)
- Lena e Álvaro Soler durante The Voice Kids in Germania nel 2022.
- Gianluca Ginoble durante i concerti de Il Volo
- Wess e The Airedales nell'album del 1972 Vehicle (durium, MD.A 189)

Inoltre nel 2001 il brano esordisce sul grande schermo come colonna sonora nel film Moulin Rouge! in una versione interpretata da Ewan McGregor. Lo stesso Elton John ne ha dato una versione con Lady Gaga in un medley di Poker Face, Your Song e Speechless, durante lo show dei Grammy del 2009